# Arnold Steffens
Arnold Steffens (* 30. März 1851 in Niederzier; † 19. September 1923 in Köln) war ein römisch-katholischer Priester, Kölner Domkapitular und Leiter des Diözesanmuseums.

## Leben und Wirken
Arnold Steffens wurde am 30. März 1851 in Niederzier als Sohn des Ackerers Anton Steffens und seiner Frau Gertrud geb. Beeck geboren und am selben Tag in der Niederzierer Pfarrkirche St. Cäcilia getauft. Er wuchs mit seinem Bruder und seinen beiden Schwestern in Niederzier auf dem elterlichen Hof auf. 1864 erhielt er bei einem Besuch in Köln mit seinem Vater auf Vermittlung eines befreundeten Händlers die Gelegenheit, bei Religionslehrer Christian Hermann Vosen vorzusprechen, durch den er dann das Marzellengymnasium, heute Dreikönigsgymnasium, besuchen konnte.
Nach seinem Abitur am Marzellengymnasium 1872 studierte er zunächst Katholische Theologie an der Universität Innsbruck, wechselte 1873 an die Rheinische Friedrich-Wilhelms-Universität Bonn und trat im Herbst 1875 in das Kölner Priesterseminar ein. Aufgrund des Kulturkampfes musste Steffens das Priesterseminar im November desselben Jahres verlassen und ging wieder nach Innsbruck, wo er sein Studium fortsetzen konnte. Am 30. Juli 1876 wurde er in der Jesuitenkirche in Innsbruck durch Weihbischof Johann Nepomuk Amberg zum Priester geweiht.
Da er wegen des andauernden Kulturkampfes nicht ins Erzbistum Köln zurückkehren konnte, verbrachte er seine Kaplansjahre zwischen 1876 und 1886 zunächst im belgischen Thuillies und dann in La Louvière. In dieser Zeit setzte sich Steffens zusammen mit dem Arnoldsweilerer Pfarrverwalter Friedrich Schulte für die päpstliche Anerkennung der Verehrung seines Namenspatrons Arnold von Arnoldsweiler ein. Der im Exil lebende Kölner Erzbischof und dann ab 1884 in Rom tätige Paulus Melchers unterstützte dieses Vorhaben. Vor allem Steffens untersuchte die historische Person des hl. Arnoldus und übersetzte die lateinische Vita als erster komplett auf Deutsch. Die Bemühungen hatten Erfolg, Papst Leo XIII. bestätigte in kurzer Zeit die Verehrung am 13. März 1886. Vermutlich durch diese Bemühungen war Melchers besonders auf Steffens aufmerksam geworden und berief ihn als Kaplan nach Rom an die deutsche Nationalkirche Santa Maria dell’Anima. Hier blieb er bis 1888 und promovierte an der Päpstlichen Universität Gregoriana in Theologie und Kirchenrecht.
Anschließend kehrte er nach Köln zurück und wurde Domvikar sowie Generalvikariatssekretär. Zusätzlich war er von 1889 bis 1894 Geheimsekretär des Weihbischofs Antonius Fischer. 1903 berief ihn der neue Erzbischof Antonius Fischer in das Domkapitel. Von 1906 an war er auch Vorsitzender des Christlichen Kunstvereins der Erzdiözese Köln sowie Leiter des Diözesanmuseums, des heutigen Kolumba. Daneben war er auch lange Jahre als Gefängnisseelsorger sowie als Beichtvater im Dom tätig und setzte sich auch für die Anerkennung der Verehrung der seligen Christina von Stommeln besonders ein. Weiterhin stiftete er einige Ausstattungsstücke für seine Taufkirche in Niederzier und stiftete für die Arnolduskapelle in Arnoldsweiler u. a. die Ausmalung durch den damals noch jungen Künstler Peter Hecker.
Arnold Steffens starb nach längerer Krankheit am 19. September 1923 im St. Vinzenz-Hospital in Köln-Nippes und wurde auf dem Melaten-Friedhof bestattet. 1926 wurde sein Leichnam in die neugeschaffene Gruft an der Ostseite des Kölner Doms umgebettet.

## Publikationen (Auswahl)
- L’Eglise et l’Etat en Allemagne. Tournai 1877.
- Der heilige Arnoldus von Arnoldsweiler. Historisch-kritisch dargestellt. Barth, Aachen 1887.
- Der heilige Agilolfus. Bischof von Köln und Martyrer. Bachem, Köln 1893.
- Die h. Lüfthildis von Lüftelberg. Eine historische Studie. Theissing, Köln 1903.
- Die selige Christina von Stommeln. Komm, Fulda 1911.